# Дубовівка
Дубо́вівка — село в Україні, у Старобільській міській громаді Старобільського району Луганської області. Населення становить 104 особи. Колишній орган місцевого самоврядування — Курячівська сільська рада. Селом тече річка Біла, права притока Айдару (басейн Сіверського Дінця).